# Allocharopa erskinensis
Allocharopa erskinensis е вид коремоного от семейство Charopidae. Видът е световно застрашен, със статут Уязвим.

## Разпространение
Разпространен е в Австралия.